# Tórtora de l'illa de Maurici
La tórtora de l'illa de Maurici (Nesoenas cicur) és un ocell extint de la família dels colúmbids (Columbidae) que habitava l'illa Maurici. L'holotip correspon a un tars-metatars dret. En 1911/12 va ser enviat a París material col·lectat per Thirioux al centre de Maurici oriental.